# (200134) 1997 WN14
(200134) 1997 WN14 es un asteroide perteneciente al cinturón de asteroides, descubierto el 22 de noviembre de 1997 por el equipo del Spacewatch desde el Observatorio Nacional de Kitt Peak, Arizona, Estados Unidos.

## Designación y nombre
Designado provisionalmente como 1997 WN14.

## Características orbitales
1997 WN14 está situado a una distancia media del Sol de 3,127 ua, pudiendo alejarse hasta 3,339 ua y acercarse hasta 2,915 ua. Su excentricidad es 0,067 y la inclinación orbital 19,76 grados. Emplea 2020,10 días en completar una órbita alrededor del Sol.

## Características físicas
La magnitud absoluta de 1997 WN14 es 15,3. Tiene 5 km de diámetro y su albedo se estima en 0,055.